# AIDC

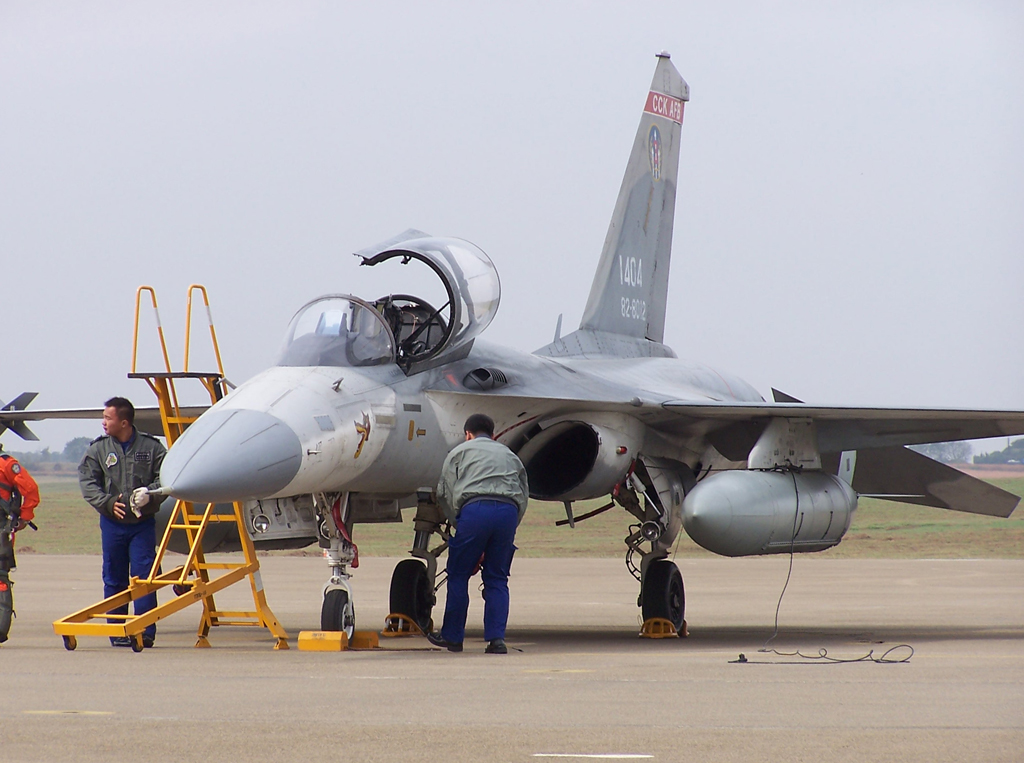
Prototyp der F-CK-1 Ching-Kuo

Die Aerospace Industrial Development Corporation (漢翔航空工業股份有限公司) (kurz: AIDC) ging 1969 aus der Luftwaffe der Republik China (Taiwan) hervor und wurde 1983 in das Chungshan Institute of Science and Technology (CIST) integriert.
Im Vordergrund stehen die Konstruktion, die Entwicklung, die Herstellung und die Wartung von Luftfahrzeugen. Des Weiteren werden Antriebe und Avionik entwickelt. In Lizenz wurden der Hubschrauber Bell UH-1 (1969–1976) und das Jagdflugzeug Northrop F-5 (1973–1986) produziert. Entwickelt wurde bei AIDC unter anderem der AT-3 Tzu Chung Advanced Jet Trainer (1975–1989) und der F-CK-1 Ching-Kuo Indigenous Defence Fighter (IDF).

## Produkte

### Eigenentwicklungen
- AIDC T-BE-5 Brave-Eagle
- AIDC F-CK-1 Ching-kuo Jagdbomber
- AIDC AT-3 Tzu Chung (Jettrainer)
- AIDC T-CH-1 Chung Hsing (Anfängerschulflugzeug)
- AIDC PL-1B (Schulflugzeug)
- AIDC XC-2 (Transportflugzeug, nur 1 Prototype gebaut)

### Lizenzbauten
- UH-1H
- F-5E/F Tiger II